# بوهگی
بوهگی (به انگلیسی: Bohge) یک منطقهٔ مسکونی در پاکستان است که در پنجاب واقع شده‌است. بوهگی ۱۷۶ متر بالاتر از سطح دریا واقع شده‌است.